# 高概念
高概念（high concept）指一種可簡化成某概念而容易推廣的作品。與之相對，低概念（low concept）的作品則是更關注人物發展而無法三言兩語總結。

## 詞源
高概念一詞源自美國電影業1970年代中期開始的電影生產與發行方式，透過大型的預算、鮮明清晰的劇情結構以及不斷行銷宣傳以及眾多周邊商品的推動，來造就票房的電影生產策略。也有人將「High-concept pitch」翻譯為「高調推銷」。

## 要素
Justin Wyatt歸納高概念電影三要素為「the Look, the Hook, and the Book」，Look乃指好賣相，也就是帥哥美女、壯盛或瑰麗的景色等；Hook指劇情精采，能夠引人入勝，引起觀眾興趣；Book則是指電影拍攝的手法老練，例如陳述方式清楚、分鏡合理、敘事符合邏輯。

### 註腳
1. ↑  Pressfield, Steven. . Steven Pressfield Online. April 25, 2012  [October 6, 2012]. （原始内容存档于2024-09-01）.
2. ↑  陳明珠; 黃勻祺. . : 205,206. ISBN 9862216131 （中文（繁體））.
3. ↑  Chip, Heath; Heath, Dan. . 姚大鈞譯. 大塊文化. 2007: 76. ISBN 9789867059871.
4. ↑  Wyatt, Justin. . Austin: University of Texas Press. 1994. ISBN 0-292-79091-0 （英语）.

## 外部連結
- 為何你的故事劇本寫完後，才發現不吸引人？先寫個高概念（HIGH CONCEPT）吧！ （页面存档备份，存于）